# 西山哲郎
西山 哲郎（にしやま てつお、1965年 - ）は、日本の文化社会学者。関西大学教授。専攻は文化社会学, コミュニケーション論。

## 人物・来歴
大阪府生まれ。1989年大阪大学人間科学部卒、1994年同大学院博士課程満期退学、2009年「スポーツ文化批判を通じた近代解釈の再検討 終着点(telos)なき進化と闘技(agon)の昇華について」で大阪大学より博士（人間科学）の学位を取得。
1994年大阪大学人間科学部助手、1996年中京大学社会学部専任講師、2001年助教授、2007年同現代社会学部准教授、2010年関西大学人間健康学部教授。

## 著書
- 『近代スポーツ文化とはなにか』世界思想社, 2006.5

### 共編著
- 『市民学の挑戦 支えあう市民の公共空間を求めて』松田昇,小木曽洋司,成元哲共編著. 梓出版社, 2008.10
- 『トヨティズムを生きる 名古屋発カルチュラル・スタディーズ』鶴本花織,松宮朝共編. せりか書房, 2008.9
- 『現代人にとって健康とはなにか からだ、こころ、くらしを豊かに』竹内洋監修, 杉本厚夫,森下伸也, 金子絵里乃共編. 書肆クラルテ, 2011.4
- 『科学化する日常の社会学』編. 世界思想社, 2013.4
- 『市民マラソンがスポーツ文化を変えた』 (関西大学経済・政治研究所研究双書）亀井克之,杉本厚夫,増田明美,尾久裕紀共著. 関西大学経済・政治研究所, 2017.3
- 『身体化するメディア/メディア化する身体』谷本奈穂共編著. 風塵社, 2018.10
- 『続・市民マラソンがスポーツ文化を変えた』 (関西大学経済・政治研究所研究双書）亀井克之,杉本厚夫,増田明美, 吉田香織, 尾久裕紀共著. 関西大学出版部, 2020.3

翻訳
- マイク・フェザーストン『ほつれゆく文化 グローバリゼーション,ポストモダニズム,アイデンティティ』時安邦治共訳. 法政大学出版局,叢書・ウニベルシタス  2009.2

## 論文
- <西山哲郎